# Pseudacteon brevicauda
Pseudacteon brevicauda är en tvåvingeart som beskrevs av Schmitz 1925. Pseudacteon brevicauda ingår i släktet Pseudacteon och familjen puckelflugor. Inga underarter finns listade i Catalogue of Life.